# Renesas Electronics
Renesas Electronics Corporation (ルネサス エレクトロニクス株式会社 Runesasu Erekutoronikusu Kabushiki Gaisha) TYO: 6723  là công ty Nhật Bản, sản xuất hàng điện tử và về công nghệ bán dẫn. Xếp hạng MCU đứng hạng 1 thế giới. Tiền thân là công ty NEC.

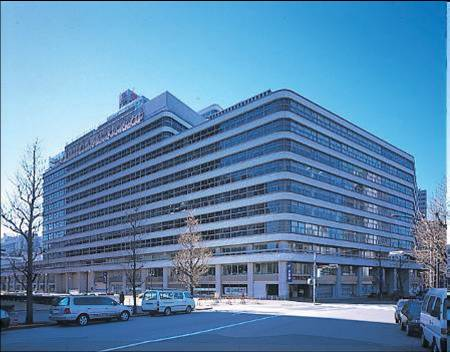
Renesas Electronics Corporation Global Headquarters, Nippon Building, Chiyoda-ku, Tokyo

Renesas Việt Nam thành lập từ năm 2004 và đặt tại khu chế xuất Tân Thuận, quận 7 thành phố Hồ Chí Minh, là công ty hoạt động trong lĩnh vực thiết kế.